# Valle dei Mocheni
La Valle dei Mòcheni, o Valle del Fèrsina (in mòcheno Bersntol, in tedesco Fersental), è una valle italiana in provincia di Trento percorsa dal torrente Fersina, dalla sua sorgente fino alla cittadina di Pergine Valsugana. L'area è nota per la presenza di un'isola linguistica germanofona di origine medievale, quella dei Mocheni.

## Orografia
La valle è attorniata dalle vette del settore occidentale del gruppo del Lagorai ed è ricca di pascoli e di boschi, in particolare larici e abeti rossi.
I monti principali (con corrispettivo nome mocheno) che contornano la valle sono:
- Monte Ruioch (Rohjoch) - 2.432 m
- Sasso Rotto (Inderschrumm) - 2.398 m
- Cima Sette Selle (Schrummspitze) - 2.394 m
- Monte Gronlait (Groa' Lait) - 2.383 m
- Monte Fravort (Hoabort) - 2.347 m
- Monte Conca (Kunko) - 2.301 m
- Pizzo Alto (Hoaspitz) - 2.264 m
- Cima Cagnon (Satteljoch, Zatelen Joch) - 2.235 m
- Cima Pontara Alta (Lemperpèrg) - 2.008 m
- Dosso di Costalta (Costàlta) - 1.955 m (che divide la valle dall'Altopiano di Piné)

## Comuni
La valle dei Mòcheni interessa i comuni di Fierozzo (Vlarotz), Frassilongo (Garait), Palù del Fersina (Palai en Bersntol) e Sant'Orsola Terme (il paese più grande e più popoloso, di lingua italiana, come tutta la parte meridionale del versante occidentale della valle); inoltre interessa anche parte dei comuni di Vignola-Falesina (in particolare la frazione di Falesina) e di Pergine Valsugana (frazione di Canezza).
La sua economia è essenzialmente agricola: rinomata la coltivazione di piccoli frutti (fragole, lamponi, more, mirtilli ecc.), particolarmente sviluppatasi nell'ultimo ventennio. Inoltre vi si produce la treccia mochena, un dolce tipico della vallata nonostante alcune perplessità sulla sua autenticità.

## Storia

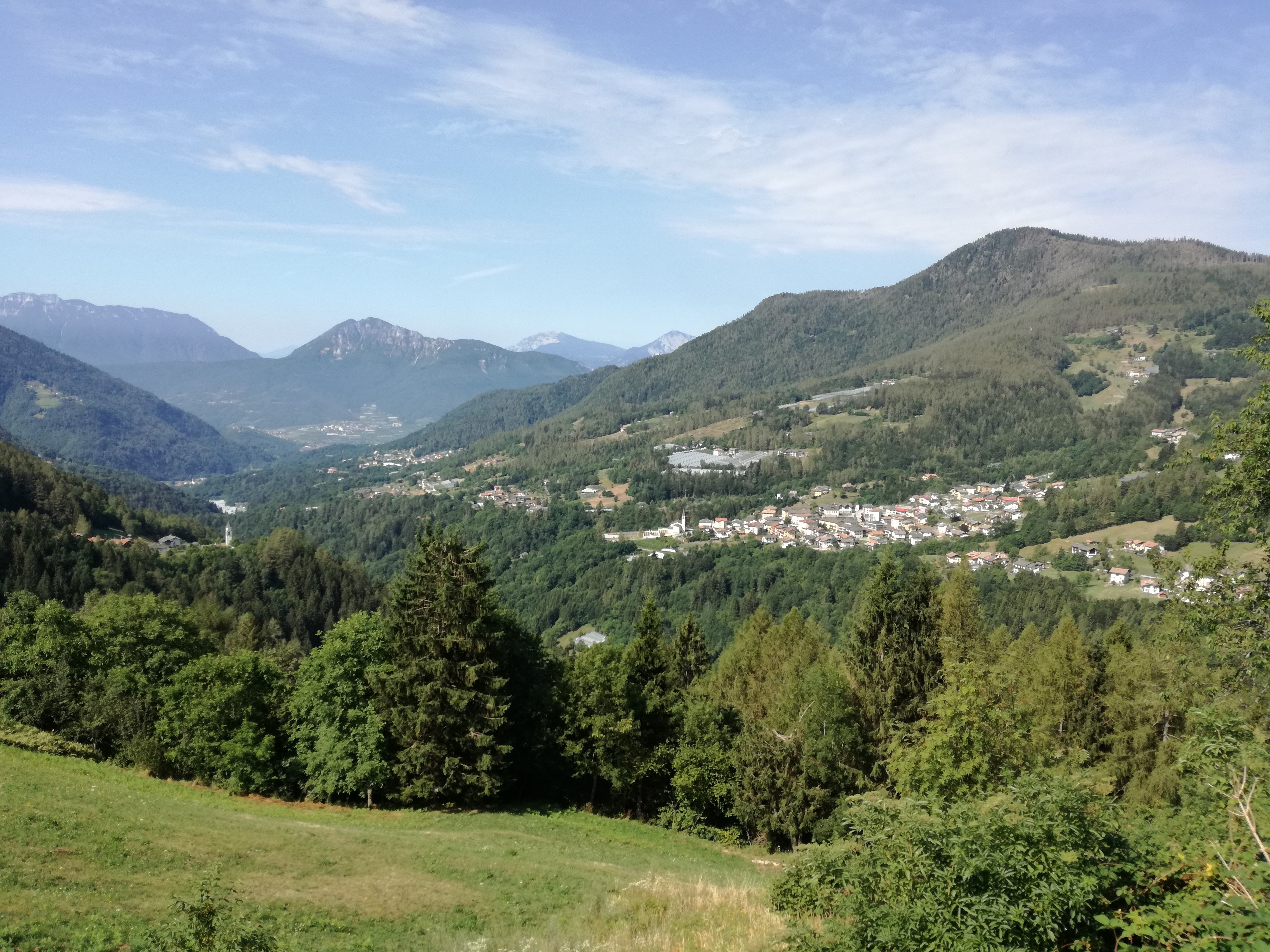
La parte bassa della valle con Sant'Orsola Terme

Prima del medioevo la valle è sfruttata solo nei mesi estivi per i pascoli; i primi insediamenti stabili datano alla metà del XIII secolo nella parte bassa della valle, interessando la zona del comune di Frassilongo e delle sue frazioni. All'inizio del XIV secolo, gli insediamenti si spostano anche nella parte alta e meno raggiungibile dell'area; vengono così fondati i primi masi con abitanti stabili, in quelli che oggi sono i comuni di Fierozzo e Palù del Fersina. I primi abitanti, noti con il nome di "roncadori" (dal termine roncola con cui si rende lavorabile la terra), sono agricoltori di provenienza prevalentemente germanica, e si stabiliscono sul monte di Fierozzo. 
La valle dipendeva nel medioevo prevalentemente dal Castello di Pergine, mentre il monte di Fierozzo era proprietà del Principato vescovile di Trento, concesso in affitto perpetuo alla comunità di Povo. Il monte passò nel tempo sotto l'influenza dei conti del Tirolo e l'area fu sempre più germanizzata e divisa fra la giurisdizione dei castellani di Pergine (che nel 1400 possedevano 32 masi a Fierozzo) e quella delle casate di Corrado de Frauenberg, dei Greifenstein e degli Starkenberg.
A questi si aggiunge una seconda ondata di arrivi, sempre da aree germaniche, di lavoratori nelle miniere locali (i "canopi"), nei secoli XV e XVI. L'attività mineraria arricchisce la vita economica della valle e favorisce l'aumento della popolazione. L'estrazione di rame, argento, piombo, quarzo proseguirà per secoli, fino a terminare con l'estrazione di fluorite fino agli anni settanta del Novecento, quando l'attività ha termine.
L'attività agricola e quella mineraria, assieme all'evoluzione della lingua mochena dal tedesco, costituiscono i principali fattori caratterizzanti della cultura della valle.
L'attività commerciale tipica della valle è invece, a partire dal XVIII secolo, quella dei "Krumer" (forma italiana: "cròmeri"), contadini che, durante i mesi invernali, si trasformano in venditori ambulanti. Tradizionalmente essi vendono immagini religiose sotto vetro, materiale che si procurano in Boemia Meridionale, Austria e Baviera e che commerciano spostandosi in varie aree geografiche a nord e a est, arrivando in alcune epoche fino al confine dell'Impero ottomano. In seguito, oggetto del commercio diventarono principalmente stoffe per abiti, assieme alla minuteria per cucire e ricamare; l'attività va a scemare intorno agli anni sessanta del Novecento.
Durante la prima guerra mondiale la valle viene toccata dalle operazioni militari (lo scrittore Robert Musil vi combatté in qualità di tenente dell'esercito austroungarico, esperienza che ricorderà nei suoi diari e in alcune novelle e poesie). In particolare la novella dal titolo italiano Grigia è ambientata in quella che lo scrittore per primo definisce "valle incantata". Nel 1942 diversi abitanti di lingua mòchena scelgono di trasferirsi, secondo quanto previsto dall'accordo firmato nel 1939 da Hitler e Mussolini relativo alla "opzione" (la scelta di una patria omogenea rispetto alla propria appartenenza etno-culturale) in fattorie del Protettorato di Boemia e Moravia, occupato dai nazisti. La maggioranza di essi farà poi ritorno in valle dopo la fine della seconda guerra mondiale.